# Pachydactylus tsodiloensis
Pachydactylus tsodiloensis là một loài thằn lằn trong họ Gekkonidae. Loài này được Haacke mô tả khoa học đầu tiên năm 1966.